# Berthold Martin

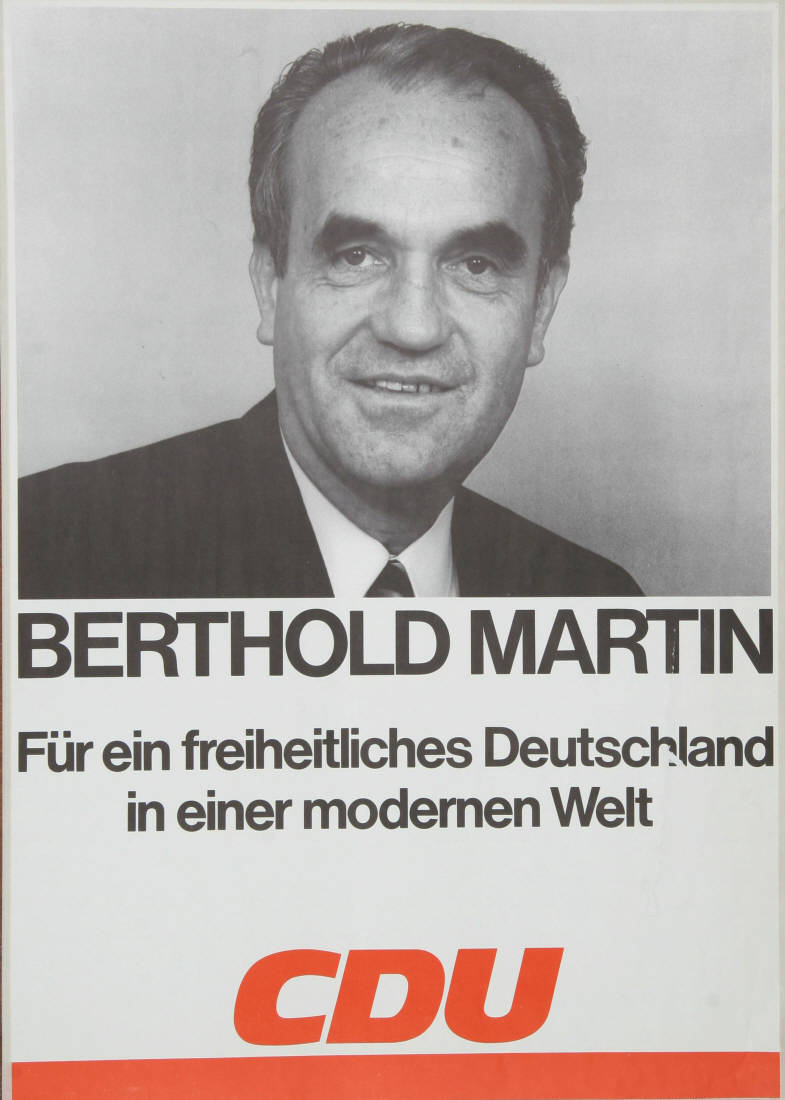
Wahlplakat mit Berthold Martin zur Bundestagswahl 1972

Berthold Martin (* 23. Juni 1913 in Eisemroth/Dillkreis; † 12. November 1973 in Gießen) war ein deutscher Politiker der CDU.

## Leben und Beruf
Nach dem Abitur 1933 studierte Martin, der evangelischen Glaubens war, zunächst Theologie und legte beide theologischen Examina ab. Da er als Mitglied der Bekennenden Kirche keine Pfarrstelle erhielt, schloss er ein Studium der Medizin an und wurde auch zum Doktor der Medizin promoviert. Seine klinische Ausbildung machte er in Gießen. Er spezialisierte sich als Psychiater und war zunächst Oberarzt an der Landesheilanstalt in Gießen und wurde später Dezernent für das Jugend- und Gesundheitsamt der Stadt Gießen.
Nach ihm ist seit 1986 das psychotherapeutische Wohnheim Berthold-Martin-Haus des Vereins für Jugendfürsorge und Jugendpflege e.V. in Gießen benannt. Martin hatte den Verein 1951 gegründet und war bis zu seinem Tod dessen Vorsitzender.

## Abgeordneter
Martin war Gründungsmitglied der CDU in Gießen, dort auch Mitglied des Stadtparlamentes, Fraktionsvorsitzender und ab 1948 ehrenamtliches Mitglied des Magistrates als Dezernent in verschiedenen Ämtern, zuletzt im Gesundheitsamt. Martin war von 1954 bis zum 27. November 1957 Landtagsabgeordneter in Hessen. Von 1957 bis zu seinem Tode gehörte er dem Deutschen Bundestag an, wo er den Wahlkreis Obertaunuskreis vertrat. Von 1961 bis 1965 war er Vorsitzender des Bundestagsausschusses für Kulturpolitik und Publizistik. Von 1965 bis 1972 gehörte er dem Vorstand der CDU/CSU-Bundestagsfraktion als Vorsitzender des Fraktionsarbeitskreises für Wissenschaft und Publizistik an. 1971/72 und im Jahre 1973 war er Vorsitzender der Enquete-Kommissionen „Auswärtige Kulturpolitik“ des sechsten und des siebenten Deutschen Bundestages. Von 1969 bis zu seinem Tode war er zudem Vorsitzender der hessischen Landesgruppe innerhalb der CDU/CSU-Fraktion. Er gilt als einer der Väter des Filmförderungsgesetzes vom Dezember 1967.

## Ehrungen
- 1968: Verdienstkreuz 1. Klasse der Bundesrepublik Deutschland
- 1973: Großes Verdienstkreuz der Bundesrepublik Deutschland[1]

## Veröffentlichungen
- Auswärtige Kulturbeziehungen, Luchterhand-Verlag, Neuwied 1966.